# Haurietis aquas
Haurietis aquas é uma encíclica de referência do Papa Pio XII sobre devoção ao Sagrado Coração. Escrita em 15 de maio de 1956, foi anexado ao centésimo aniversário do estabelecimento da festa do Sagrado Coração de Jesus pelo papa Pio IX. O título deriva de Isaías 12:3:, um versículo que alude à abundância das graças sobrenaturais que fluem do coração de Cristo. Haurietis aquas fez com que toda a Igreja, e não apenas os jesuítas, reconhecesse o Sagrado Coração como uma dimensão importante da espiritualidade cristã.

## O Sagrado Coração de Jesus
Pio XII deu duas razões pelas quais a Igreja oferece a mais alta forma de adoração ao Sagrado Coração de Jesus. O primeiro baseia-se no princípio pelo qual os crentes reconhecem que o coração de Jesus está hipostaticamente unido à "Pessoa do próprio Filho Encarnado de Deus". A segunda razão deriva do fato de que o coração é o sinal e símbolo natural do amor ilimitado de Jesus pela humanidade. A encíclica lembra que, para as almas humanas, a ferida no lado de Cristo e as marcas deixadas pelas unhas têm sido "o principal sinal e símbolo desse amor" que moldou cada vez mais sua vida de maneira incisiva.
O Papa descreve várias opiniões errôneas a respeito dessa devoção. Há quem considere isso oneroso e de pouca ou nenhuma utilidade para os homens. Outros consideram essa devoção como uma piedade adequada para mulheres, e não para homens instruídos. Há quem considere uma devoção desse tipo como exigindo penitência, expiação e outras virtudes que eles chamam de "passivas", significando assim que não produzem resultados externos. Portanto, eles não acham adequado reavivar o espírito de piedade nos tempos modernos. As respostas encíclicas do Papa Pio XI: "A veneração do Sagrado Coração é um resumo de toda a nossa religião e, além disso, um guia para uma vida mais perfeita. Mais facilmente, leva nossa mente a conhecer a Cristo, o Senhor, intimamente e com mais eficácia, transforma nossos corações em amá-Lo com mais fervor e em imitá-Lo com mais perfeição. " Haurietis aquas opina que o Sagrado Coração nunca cessou, e nunca cessará, de bater com calma. Nunca deixará de simbolizar o triplo amor com que Jesus Cristo está vinculado ao Seu Pai celestial e a toda a raça humana.
O coração de Jesus Cristo ama a raça humana, mas como um coração humano e divino. Começou a bater com amor ao mesmo tempo humano e divino depois que a Virgem Maria pronunciou generosamente seu "Fiat". O Sagrado Coração de Jesus compartilha de uma maneira mais íntima da vida do Verbo Encarnado e, portanto, é uma espécie de instrumento da Divindade. Portanto, "na realização de obras de graça e onipotência divina, Seu Coração, não menos que os outros membros de Sua natureza humana, é um símbolo desse amor ilimitado".

## Trechos
- Depois que nosso Senhor subiu ao céu com Seu corpo adornado com os esplendores da glória eterna e tomou Seu lugar pela mão direita do Pai, ele não deixou de permanecer com sua esposa, a Igreja, por meio do amor ardente com o qual Seu coração bate. Pois Ele carrega em Suas mãos, pés e lado as marcas gloriosas das feridas que manifestam a tríplice vitória conquistada sobre o diabo, o pecado e a morte.[6]
- Portanto, nada impede que a adoração ao Sagrado Coração de Jesus Cristo faça parte e seja o símbolo natural e expressivo do amor permanente com o qual o divino Redentor ainda está em chamas pela humanidade. Embora não esteja mais sujeito às emoções variadas dessa vida mortal, ela vive e bate e se une inseparavelmente à Pessoa da Palavra divina e, Nele e por Ele, à Vontade divina. Desde então, o Coração de Cristo transborda de amor, humano e divino, e rico em tesouros de todas as graças que nosso Redentor adquiriu por Sua vida, sofrimentos e morte. É, portanto, a fonte duradoura dessa caridade que Seu Espírito derrama sobre todos. os membros de seu corpo místico.[7]

## Papas posteriores
Referindo-se ao parágrafo 64 de Haurietis aquas, João Paulo II escreveu: "Se através da humanidade de Cristo [seu] amor brilhou sobre toda a humanidade, os primeiros beneficiários foram sem dúvida aqueles a quem a vontade divina mais se associou intimamente: Maria, a Mãe de Jesus e José, seu pai ". Em uma carta de 15 de maio de 2006, Bento XVI escreveu: "Ao incentivar a devoção ao Coração de Jesus, a Encíclica Haurietis aquas exortou os crentes a se abrirem para o mistério de Deus e de seu amor e a se deixarem transformar por ele. Depois de 50 anos, ainda é uma tarefa apropriada para os cristãos continuarem a aprofundar seu relacionamento com o Coração de Jesus, de modo a reviver sua fé no amor salvador de Deus e recebê-lo cada vez melhor em suas vidas ".
Como declara a encíclica, desta fonte, o Coração de Jesus, origina o verdadeiro conhecimento de Jesus Cristo e uma experiência mais profunda de seu amor. Assim, de acordo com Bento XVI, seremos capazes de entender melhor o que significa conhecer o amor de Deus em Jesus Cristo, experimentá-lo, mantendo o olhar fixo nele, a ponto de vivermos inteiramente da experiência de seu amor, então que podemos testemunhar posteriormente para outras pessoas.